# Шуєво
Шуєво (рос. Шуево) — присілок у Большереченському районі Омської області Російської Федерації.
Орган місцевого самоврядування — Новологіновське сільське поселення. Населення становить 157 осіб.

## Історія
Згідно із законом від 30 липня 2004 року органом місцевого самоврядування є Новологіновське сільське поселення.

## Населення
| 1926 | 2002 | 2010 |
| ---- | ---- | ---- |
| 626  | ↘242 | ↘157 |